# Oasi faunistica del Barant
L'Oasi del Barant è un'area faunistica della provincia di Torino situata in alta val Pellice, nel territorio comunale di Bobbio Pellice, attorno all'omonimo pianoro.

## Territorio
È delimitata dal corso superiore del torrente Pellice a nord ovest, dall'intero corso del torrente Guicchard a est, e dai confini con il Parco naturale del Queyras, francese, e con il Parco del Po Cuneese a sud.
Classificata come Sito di Interesse Comunitario per i notevoli pregi botanici e faunistici, ha un'estensione complessiva di circa 4.000 ettari pari al 13% della superficie dell'intera valle.
I limiti del Sito di interesse comunitario non corrispondono a quelli dell'Oasi faunistica del Barant, in quanto la parte più settentrionale dell'Oasi nei pressi dell'abitato di Bobbio Pellice è infatti esterna al SIC che comprende però il versante destro orografico dell'alto vallone del Ghicciard e quello sinistro orografico dell'alto corso del Pellice, esterni all'Oasi.
In Val Pellice, oltre al Sito di interesse comunitario di Pra-Barant, sono presenti il SIC "Stazioni di Myricaria germanica", di 132 ha nel Comune di Villar Pellice, ed il SIC/ZSC "Bosco di Pian Prà (Rorà)", di 93 ha ricadenti sul territorio del comune omonimo e di  quello di Torre Pellice.

## Storia
L'Oasi faunistica è stata istituita nel 1976 dalla Provincia di Torino, sul territorio di un'ex riserva di caccia comunale di appartenenza al Consorzio di Villar Pellice e Bobbio Pellice.
Nel 1991 è stato creato al suo interno, nei pressi del Colle Barant, un Giardino botanico alpino Bruno Peyronel, intitolato a Bruno Peyronel, noto naturalista e botanico originario delle valli Valdesi.
Come sito di interesse comunitario della Regione Piemonte l'Oasi del Prà-Barant è stata istituita con Decreto Ministeriale 25 marzo 2005, ai sensi della Direttiva 92/43/CEE (Direttiva Habitat) e comprende una superficie di 4,106 ha ricadente nel territorio del comune di Bobbio Pellice.
Nel 2007 un'interrogazione al Consiglio Regionale del Piemonte ha chiesto chiarimenti su una possibile apertura dell'oasi faunistica all'attività venatoria

## Flora
In quest'area di poco più di un ettaro, costituita da molteplici ambienti naturali quali pietraie, vari tipi di pascolo, zone umide, arbusteti e rocce, l'Associazione Botanica Alpi Cozie ha censito più di 300 specie diverse di flora alpina, di cui oltre trenta endemiche.

## Fauna
- Mammiferi: stambecco (Capra ibex), camoscio (Rupicapra rupicapra), muflone (Ovis musimon), marmotta (Marmota marmota), volpe (Vulpes vulpes), ermellino (Mustela erminea), lepre bianca (Lepus timidus), salamandra di Lanza (Salamandra lanzai), cinghiale (Sus scrofa).
- Uccelli: aquila reale (Aquila chrysaetos), pernice bianca (Lagopus mutus), fagiano di monte (Tetrao tetrix), picchio nero (Dryocopus martius).